# Anna od Andělů
Blahoslavená Anna od Andělů, O.P. (vlastním jménem Ana Monteagudo Ponce de León; 26. července 1602, Arequipa – 10. ledna 1686) byla peruánská řeholnice řádu dominikánů a abatyše. Katolickou církví je uctívána jako blahoslavená.

## Život
Narodila se 26. července 1602 v Arequipě jako dcera Španělů Sebastiàna Monteagudo de la Jara a jeho manželky Franciscy Ponce de Leòn.
Její rodiče jí nechaly vzdělávat v dominikánském klášteře Santa Catalina de Sena ad Arequipa. Roku 1618 se rozhodla po své vizi se svatou Kateřinou Sienskou vstoupit k dominikánkám a přijala řeholní jméno Anna od Andělů. Do roku 1632 působila jako sakristánka a do 1645 byla mistryní novicek. Do roku 1647 působila jako představená kláštera. Byla známa pro svou milosrdnou povahu a zralost. Měla velkou úctu ke svatému Mikuláši Tolentinskému a Panně Marii kteří se objevovali v jejích vizích spolu s dalšími svatými či anděly ukazující jí očistec.
Po deseti letech těžké nemoci kdy na konci života byla ochrnutá a slepá zemřela 10. ledna 1686 ve svém klášteře. Její tělo odpočívá v kostele kláštera Santa Catalina de Sena di Arequipa.

## Proces blahořečení
Dne 13. června 1917 byla zahájen její proces blahořečení a dne 23. května 1975 uznal papež sv. Pavel VI. její hrdinské ctnosti, tím získala titul ctihodná.
Dne 2. února 1985 ji papež sv. Jan Pavel II. při své návštěvě Peru blahořečil.